# Eupoecilia
Eupoecilia is een geslacht van vlinders in de onderfamilie Tortricinae van de familie bladrollers (Tortricidae). De wetenschappelijke naam van dit geslacht is voor het eerst geldig gepubliceerd in 1829 door James Francis Stephens.
De typesoort is Tortrix angustana Hübner, 1799.

## Synoniemen
- Arachniotes Diakonoff, 1952
  - Typesoort: Arachniotes dactylota Diakonoff, 1952.
- Clysia Hübner, 1825 junior synoniem
  - Typesoort: Tinea ambiguella Hübner, 1796.
- Clysiana Fletcher, 1941 nomen nudum voor Clysia Hübner, 1825

## Soorten
- E. aburica Razowski, 1993
- E. acrographa
- E. ambiguella

Blauw smalsnuitje (Hübner, 1796)
- E. amphimnesta
- E. anebrica Diakonoff, 1983
- E. angustana

Gewoon smalsnuitje (Hübner, 1799)
- E. anisoneura Diakonoff, 1982
- E. armifera Razowski, 1968
- E. cebrana (Hübner, 1813)
- E. citrinana Razowski, 1960
- E. coniopa Diakonoff, 1984
- E. cracens Diakonoff, 1982
- E. crocina Razowski, 1968
- E. charixantha (Meyrick, 1928)
- E. dactylota (Diakonoff, 1952)
- E. dentana Razowski, 1968
- E. diana Razowski, 1968
- E. dynadesma (Diakonoff, 1971)
- E. dynodesma
- E. engelinae (Diakonoff, 1941)
- E. eucalypta (Meyrick, 1928)
- E. ingens Y.Sun & Li, 2014
- E. inouei Kawabe, 1972
- E. kobeana Razowski, 1968
- E. kruegeriana Razowski, 1993
- E. lata Razowski, 1968
- E. neurosema (Meyrick, 1938)
- E. ochrotona Razowski, 1968
- E. opisthodonta (Diakonoff, 1941)
- E. quinaspinalis
- E. reliquatrix (Meyrick, 1928)
- E. sanguisorbana

Pimpernelsmalsnuitje (Herrich-Schäffer, 1856)
- E. scytalephora (Diakonoff, 1952)
- E. subkobeana Y.Sun & Li, 2014
- E. subroseana Wilkinson, 1859
- E. sumatrana Diakonoff, 1983
- E. sumbana (Diakonoff, 1952)
- E. taneces (Diakonoff, 1973)
- E. tenggerensis (Diakonoff, 1949)
- E. thalia Diakonoff, 1984
- E. tricesimana (Zeller, 1877)
- E. turbinaris (Meyrick, 1928)
- E. wegneri (Diakonoff, 1941)
- E. yubariana